# Brian Baker (Tennisspieler)
Brian Baker (* 30. April 1985 in Nashville, Tennessee) ist ein ehemaliger US-amerikanischer Tennisspieler.

## Leben und Karriere

### 2000–2003: Erfolge als Junior und erste Erfahrungen als Profi
Brian Baker begann im Alter von zwei Jahren, Tennis zu spielen. Nachdem er 1999 eine schwerwiegende Operation überstanden hatte, trat er ab 2000 auf der ITF Junior Tour an. Bis 2003 gewann er zahlreiche Turniere, darunter den Orange Bowl 2002, und besiegte im Laufe dieser Zeit unter anderem die späteren Top-10-Spieler Marcos Baghdatis, Tomáš Berdych, John Isner, Gaël Monfils, Jo-Wilfried Tsonga und Stan Wawrinka. In der Junioren-Weltrangliste stieg er bis auf Platz 2, sein bestes Ergebnis bei einem Grand-Slam-Turnier war das Erreichen des Finals bei den French Open 2003.
Ab 2001 trat Baker bei Profi-Turnieren an. Im April 2002 wurde er nach einer Halbfinalteilnahme bei einem Future-Turnier erstmals in den Top 1000 der Weltranglistenpunkte gelistet. Im August 2002 bekam er für das ATP-Turnier in Indianapolis eine Wildcard und verlor sein Erstrundenmatch gegen Wayne Ferreira. Nachdem er 2003 unter anderem erstmals ein Future-Finale erreicht hatte, bekam Brian Baker im August 2003 für die US Open eine Wildcard. Bei seinem Grand-Slam-Debüt unterlag er Jürgen Melzer in vier Sätzen.

### 2004–2005: Erster Challenger-Titel und ATP-Matchgewinne
Das Jahr 2004 begann für Brian Baker mit seinem ersten Future-Titel. Im Februar 2004 gewann Baker beim ATP-Turnier in Memphis, für das er eine Wildcard bekam, in der ersten Runde gegen den Top-100-Spieler Antony Dupuis erstmals ein ATP-Match. In Newport folgte im Juli 2004 eine weitere Zweitrundenteilnahme bei einem ATP-Turnier. Nachdem er in diesem Jahr schon mehrere Viertelfinals bei Challenger-Turnieren erreicht hatte, konnte Baker im August 2004 in Denver durch einen Finalsieg über K. J. Hippensteel seinen ersten Titel in dieser Kategorie gewinnen. Bei den US Open, für die er wie schon im Vorjahr eine Wildcard bekam, konnte er in der ersten Runde gegen den damaligen Weltranglistenvierten Carlos Moyá einen Satz gewinnen. Im November 2004 erreichte Baker nach zwei weiteren Challenger-Viertelfinals mit Rang 172 seine bis dahin beste Platzierung in der Weltrangliste. Im Doppel konnte er nach drei Challenger-Titeln sowie einer Zweitrundenteilnahme bei den US Open sogar bis auf Platz 113 vorrücken.
Anfang 2005 besiegte Brian Baker bei der Qualifikation für das ATP-Turnier von Adelaide den damals 17-jährigen späteren Weltranglistenersten Novak Đoković. Im Februar 2005 scheiterte er beim ATP-Turnier in Memphis in drei Sätzen am Top-50-Spieler Maks Mirny. Es folgte eine zehnwöchige Pause aufgrund einer Handgelenksverletzung, doch schon drei Monate später stand er in Tunica Resorts zum zweiten Mal im Finale eines Challenger-Turniers, verlor dieses jedoch gegen James Blake. Im weiteren Jahresverlauf folgten noch weitere Challenger-Halbfinals in Ettlingen, Lexington und Binghamton. Bei den US Open sorgte Brian Baker für eine Sensation, als er in der ersten Runde den an Position 9 gesetzten French-Open-Sieger von 2004 Gastón Gaudio glatt in drei Sätzen besiegte. In der zweiten Runde schied er gegen Xavier Malisse aus.

### 2006–2010: Verletzungspause
Die US Open 2005 waren für lange Zeit eines der letzten Turniere für Brian Baker: Aufgrund anhaltender Beschwerden unterzog sich Baker Ende 2005 einer Operation an der linken Hüfte. Dies sollte jedoch nicht die letzte sein: Im nächsten Jahr folgte eine Leistenoperation, 2008 zwei weitere Operationen an der linken und rechten Hüfte sowie schließlich eine Operation am Ellenbogen (die sogenannte Tommy John Surgery). Zwischen den Operationen hatte Baker im November 2007 ein Comeback auf der Challenger Tour versucht, gab diesen Plan jedoch nach drei Turnieren wieder auf. Stattdessen studierte er Ökonomie und arbeitete als Assistenztrainer der Tennismannschaft der Belmont University in Nashville.

### 2011–2012: Comeback mit erstem ATP-Finale und Einstieg in die Top 100
Im Juli 2011 entschloss sich Brian Baker zu einem zweiten Comebackversuch. Bei einem Future-Turnier in Pittsburgh qualifizierte er sich für das Hauptfeld und konnte dort ohne Satzverlust den Titel gewinnen. Im November folgte in Knoxville das Comeback auf der ATP Challenger Tour: Als Qualifikant besiegte Baker unter anderem die Top-200-Spieler Izak van der Merwe und Uladsimir Ihnazik und erreichte auf Anhieb das Finale, das er gegen Jesse Levine verlor.
Anfang 2012 folgten zwei weitere Future-Titel für Baker, wodurch er in der Weltrangliste wieder zurück in die Top 400 stieg. Ende April 2012 erreichte Baker in Savannah zum zweiten Mal seit seiner langen Pause ein Challenger-Finale, welches er in zwei Sätzen gegen Augustin Gensse gewann. Da dieses Turnier zugleich ein USTA-Qualifikationsturnier für die French Open 2012 war, hatte sich Baker zudem schon mit dem Finaleinzug eine Wildcard für sein erstes Grand-Slam-Turnier seit fast sieben Jahren erspielt. Als letzte Vorbereitung hierfür trat Baker beim ATP-Turnier in Nizza an, bei dem er nach erfolgreicher Qualifikation mit Siegen unter anderem über den an Position vier gesetzten Gaël Monfils sowie den ehemaligen Weltranglistendritten Nikolai Dawydenko sein erstes ATP-Finale erreichte. Dort war er allerdings chancenlos gegen den an Position drei gesetzten Titelverteidiger Nicolás Almagro. In der Weltrangliste machte Baker nach diesem Turnier einen Sprung bis auf Platz 141, womit er seine alte Bestmarke aus dem Jahr 2004 verbesserte. Bei den French Open gewann Baker sein Erstrundenmatch in drei Sätzen gegen Xavier Malisse, gegen den er 2005 bei seinem letzten Grand-Slam-Match ausgeschieden war. In der zweiten Runde spielte er auf dem Center Court gegen den an Position 11 gesetzten Lokalmatador Gilles Simon, gegen den er sich nach 0:2-Satzrückstand zunächst noch ausglich, dann aber verlor. Einen Monat später gelang Baker in Wimbledon die Qualifikation fürs Hauptfeld, wo er durch Siege über Rui Machado, Jarkko Nieminen sowie Benoît Paire ins Achtelfinale vorstoßen konnte. Dort unterlag er zwar dem an Position 27 gesetzten Philipp Kohlschreiber, die gesammelten Weltranglistenpunkte reichten jedoch für den erstmaligen Einstieg in die Top 100 der Weltrangliste.

### 2013–2015: Erneute Verletzungspause
Bereits bei den Australian Open 2013 verletzte sich Baker erneut. In seiner Zweitrunden-Partie gegen Sam Querrey erlitt er einen Meniskusriss am rechten Knie und musste vorzeitig aufgeben. Anfang August bestritt er sein erstes Turnier seit der Verletzung, als er beim Challenger in Aptos die zweite Runde erreichte. Dank Wildcards nahm er auf der World Tour in der Saison 2013 sowohl im Einzel als auch im Doppel noch am Cincinnati Masters und den US Open teil.

### 2016–2018: Titelgewinne im Doppel und Karriereende
Danach nahm er bis 2016 an keinem Turnier mehr teil und kehrte erst zu Beginn der Saison 2016 anlässlich der Australian Open auf die Tour zurück.
Er bestritt im gesamten Saisonverlauf im Einzel zehn Turniere auf der World Tour sowie elf Challenger-Turniere. Außerdem vertrat er die Vereinigten Staaten bei den Olympischen Spielen in Rio de Janeiro. Während er im Einzel in der Auftaktrunde an Yūichi Sugita scheiterte, erreichte er mit Rajeev Ram im Doppel das Achtelfinale. Erfolge feierte Baker im Jahr 2016 auf der Challenger Tour im Doppel. Im April gewann er mit Ryan Harrison das Turnier in Savannah, dem noch vier weitere Titelgewinne in den Vereinigten Staaten gelangen. Im Oktober siegte er mit Sam Groth zunächst in Stockton, eine Woche später gewann er mit Mackenzie McDonald das Turnier in Fairfield. Wiederum eine Woche später trat er mit Matt Reid in Las Vegas an und sicherte sich Saisontitel vier. Zwei Wochen später, Anfang November, folgte an der Seite von Sam Groth der fünfte Turniersieg des Jahres in Charlottesville. Zum Jahresende hatte sich Baker bis in die Top 250 der Einzelweltrangliste vorgespielt, im Doppel beendet er das Jahr auf Rang 69.
In der Saison 2017 trat Baker lediglich in vier Turnieren im Einzel an. Bei allen drei World-Tour-Turnieren scheiterte er in der Qualifikation, darunter bei den Australian Open. Die einzige Teilnahme bei einem Challengerturnier endete mit einer Erstrundenniederlage in Dallas. Einen größeren Schwerpunkt legte Baker in der Saison 2017 auf das Doppel, in dem er mehrfach erfolgreich war. Mit Nikola Mektić bestritt er mit zehn gemeinsamen Teilnahmen die meisten Turniere, außerdem spielte er mehrere Turniere mit Nicholas Monroe. Im Februar gewann Baker mit Mektić in Memphis seinen ersten Titel auf der World Tour. Sie besiegten dabei im Endspiel Ryan Harrison und Steve Johnson mit 6:3 und 6:4. An der Seite von Daniel Nestor erreichte er kurz darauf das Halbfinale des Miami Masters. Es folgte Bakers zweiter Titelgewinn auf der World Tour, als er, erneut mit Nikola Mektić, das Turnier von Budapest gewann. Mit 7:6 (7:2) und 6:4 setzten sie sich im Finale gegen Juan Sebastián Cabal und Robert Farah durch. Nachdem Baker mit Mektić wenig später in München ins Halbfinale einziehen konnte, erreichte er zum 22. Mai mit Rang 29 in der Doppelweltrangliste seine Karrierebestmarke. Den beiden gelang im August in Winston-Salem ein weiterer Halbfinaleinzug, sie schieden bei den darauffolgenden US Open jedoch in der ersten Runde aus. Es war schließlich Bakers letzte Teilnahme bei einem Profiturnier. Erneut erlitt er im Rahmen der US Open mit einem Bandscheibenvorfall eine Verletzung, die ihn zu einer weiteren langen Pause zwang und letztlich zu seinem Karriereende führte. Im Laufe seiner Karriere unterzog sich Baker insgesamt 15 Operationen und verpasste verletzungsbedingt sechs komplette Saisons.
Anfang 2019 wurde Baker als Nationaltrainer von der USTA verpflichtet.

## Erfolge
| Legende (Anzahl der Siege)  |
| Grand Slam                  |
| ATP World Tour Finals       |
| ATP World Tour Masters 1000 |
| ATP World Tour 500          |
| ATP World Tour 250 (2)      |
| ATP Challenger Tour (10)    |

| ATP-Titel nach Belag |
| Hartplatz (1)        |
| Sand (1)             |
| Rasen (0)            |

### Einzel

#### Turniersiege
| Nr. | Datum          | Turnier  | Belag     | Finalgegner       | Ergebnis  |
| --- | -------------- | -------- | --------- | ----------------- | --------- |
| 1.  | 8. August 2004 | Denver   | Hartplatz | K. J. Hippensteel | 7:65, 6:4 |
| 2.  | 29. April 2012 | Savannah | Sand      | Augustin Gensse   | 6:4, 6:3  |

#### Finalteilnahmen
| Nr. | Datum        | Turnier | Belag | Finalgegner     | Ergebnis |
| --- | ------------ | ------- | ----- | --------------- | -------- |
| 1.  | 26. Mai 2012 | Nizza   | Sand  | Nicolás Almagro | 3:6, 2:6 |

### Doppel

#### Turniersiege

##### ATP World Tour
| Nr. | Datum            | Turnier  | Belag         | Partner       | Finalgegner                       | Ergebnis  |
| --- | ---------------- | -------- | ------------- | ------------- | --------------------------------- | --------- |
| 1.  | 19. Februar 2017 | Memphis  | Hartplatz (i) | Nikola Mektić | Ryan Harrison Steve Johnson       | 6:3, 6:4  |
| 2.  | 30. April 2017   | Budapest | Sand          | Nikola Mektić | Juan Sebastián Cabal Robert Farah | 7:62, 6:4 |

##### ATP Challenger Tour
| Nr. | Datum             | Turnier         | Belag         | Partner            | Finalgegner                     | Ergebnis          |
| --- | ----------------- | --------------- | ------------- | ------------------ | ------------------------------- | ----------------- |
| 1.  | 18. Juli 2004     | Granby          | Hartplatz     | Frank Dancevic     | Harel Levy Davide Sanguinetti   | 6:2, 7:65         |
| 2.  | 8. August 2004    | Denver          | Hartplatz     | Rajeev Ram         | Jamie Delgado Jonathan Marray   | 6:2, 6:2          |
| 3.  | 20. November 2004 | Champaign       | Hartplatz (i) | Rajeev Ram         | Justin Gimelstob Graydon Oliver | 7:65, 7:67        |
| 4.  | 24. April 2016    | Savannah        | Sand          | Ryan Harrison      | Purav Raja Divij Sharan         | 5:7, 7:64, [10:8] |
| 5.  | 9. Oktober 2016   | Stockton        | Hartplatz     | Sam Groth          | Matt Reid John-Patrick Smith    | 6:2, 4:6, [10:2]  |
| 6.  | 16. Oktober 2016  | Fairfield       | Hartplatz     | Mackenzie McDonald | Sekou Bangoura Eric Quigley     | 6:3, 6:4          |
| 7.  | 23. Oktober 2016  | Las Vegas       | Hartplatz     | Matt Reid          | Björn Fratangelo Denis Kudla    | 6:1, 7:5          |
| 8.  | 6. November 2016  | Charlottesville | Hartplatz (i) | Sam Groth          | Brydan Klein Ruan Roelofse      | 6:3, 6:3          |